# Centro Histórico de Cuiabá
O Centro Histórico de Cuiabá uma área histórica do município de Cuiabá, estado de brasileiro de Mato Grosso, tombada pelo Instituto do Patrimônio Histórico e Artístico Nacional (IPHAN) e formada pelas primeiras vias urbanas da cidade, abertas a partir da descoberta de ouro às margens do córrego da Prainha, em 1722. O período de mineração foi curto, durou até 1730, mas foi fundamental para definir os eixos de ocupação da cidade, à margem do córrego da Prainha. A cidade foi crescendo e consolidando outros espaços, como o quadrilátero do largo da matriz, onde, além dela, estavam o pelourinho, a casa de câmara e cadeia e a residência dos ouvidores e juízes-de-fora.
O Arraial da Forquilha foi fundado em 1719 na região do Coxipó do Ouro e cresceu a partir da vinda de pessoas atraídas pela descoberta do ouro. O ouro de aluvião foi encontrado às margens do Córrego da Prainha, onde hoje é a região central da cidade, próximo a  Igreja do Rosário e a Capela de São Benedito, construída por escravizados, a capela era o local de culto dos mesmos. Em 1727 foi elevado à categoria de Vila e em 1748 foi fundada a Capitania de Mato Grosso, deixando de pertencer à Capitania de São Paulo. Assim surgem as construções hoje entendidas como patrimônio histórico. A cidade é repleta de casas, casarões, becos, igrejas, ruas de grande importância para a memória do povo cuiabano e mato-grossense.  
A cidade passa por um período de estagnação econômica que só é revertido a partir do Estado Novo, refletindo-se em várias obras importantes na cidade, e mais intensamente a partir da década de 1960, quando várias demolições ocorrem para a construção de novos prédios (principalmente as demolições para a construção da prefeitura e da nova catedral). Essa degradação cresce e começa a atuar na área central, provocada principalmente pela pressão do comércio na área, que promovia demolições e descaracterizações.
Os estudos para o tombamento começaram na década de 1980, tendo sido ele aprovado em 1988 pelo conselho consultivo do IPHAN. Por motivos políticos, o tombamento só foi efetivado em 1993, com a inscrição da área nos livros histórico, de belas artes e arqueológico, etnográfico e paisagístico.
A área tombada do centro histórico possui 13 hectares, onde estão cerca de 400 imóveis. Há ainda a área de entorno, com mais 600 imóveis e 49,7 hectares.
A preservação deste patrimônio é um desafio, faltam políticas públicas para a manutenção dos bens culturais da cidade. Um triste exemplo é o desabamento de parte da estrutura da Casa de Bem-Bem, localizada na rua Barão de Melgaço. A casa construída de adobe e saibro, no estilo colonial barroco, na qual ocorriam os festejos dos devotos de São Benedito antes que a festa fosse transferida para o entorno da Igreja do Rosário e Capela São Benedito. 
O Patrimônio Histórico de Cuiabá, está concentrado também na região do Porto, desenvolvida na época pela possibilidade da navegação oferecida pelo Rio Cuiabá.  Essa região também enfrenta alguns dos problemas do centro histórico, no entanto, o número de residências e os investimentos públicos tem mantido a região. Existem imóveis abandonados sendo utilizados por moradores de rua e usuários de entorpecentes, mas, com a construção da Orla do Porto, a população passou a frequentar ainda mais o espaço, considerado turístico.  